# 象郡 (南梁)
象郡，中国南北朝时设置的郡。
南梁设置象郡，属于桂州，治今广西壮族自治区鹿寨县洛容南，辖县不详。南陈沿置，阳寿县（今广西壮族自治区象州县）改属韶阳郡。隋文帝开皇九年（589年）废象郡为象县，象县直属桂州（治今广西桂林市）。